# Strood
Koordinaten: 51° 23′ N, 0° 29′ O

High street, Strood

Strood ist eine Stadt im Norden der Grafschaft Kent in England. Es gehört zur unitary authority Medway, zählt ca. 33.200 Einwohner (Stand: 2001) und liegt am Nordwestufer des River Medway nahe den Städten Gillingham, Chatham und Rochester ca. 45 Kilometer Luftlinie von der City of London entfernt.
Aus Strood stammt der Informatiker James H. Wilkinson (1919–1986), der 1970 mit dem Turing Award ausgezeichnet wurde, und die Botanik- und Ornithologieillustratorin Anne Pratt.

## Verkehr
Strood hat einen am 18. Juni 1856 eröffneten Bahnhof an der North Kent Line und bildet den Endpunkt der Medway Valley Line aus Paddock Wood. Der Bahnhof wird auch von Southeastern mit Schnellzügen über den High Speed 1 bedient.
Strood liegt an der Autobahn M2.
Strood liegt an der Mündung des Flusses Medway, ein heute ungenutzter Kanal, der 1824 eröffnet wurde, verbindet den Fluss mit der Themse.

## Persönlichkeiten
- James William Tutt (1858–1911), Entomologe und Lehrer
- Geoff Wiles (* 1944), Radrennfahrer